# Uña de Quintana (kommunhuvudort)
Uña de Quintana är en kommunhuvudort i Spanien.   Den ligger i provinsen Provincia de Zamora och regionen Kastilien och Leon, i den nordvästra delen av landet, 270 km nordväst om huvudstaden Madrid. Uña de Quintana ligger 783 meter över havet och antalet invånare är 210.
Terrängen runt Uña de Quintana är platt. Runt Uña de Quintana är det glesbefolkat, med 13 invånare per kvadratkilometer. Närmaste större samhälle är San Pedro de Ceque, 7,7 km sydost om Uña de Quintana. 